# O kom, låt oss sjunga om Jesus
O kom, låt oss sjunga om Jesus är en psalm med text skriven 1865 av Lina Sandell och musik efter tysk folkmelodi. Texten bearbetades 1986 av Birger Olsson.

## Publicerad i
- Psalmer och Sånger 1987 som nr 390 under rubriken "Fader, Son och Ande - Jesus, vår Herre och broder".[1]